# Jeffrey Read
Jeffrey Read (Calgary, 1º ottobre 1997) è uno sciatore alpino canadese.

## Biografia
Figlio di Ken, sciatore alpino in attività tra la fine degli anni settanta e i primi anni del decennio seguente, che è stato uno dei celebri Crazy Canucks, e fratello di Erik, a sua volta sciatore alpino, è attivo in gare FIS dal dicembre del 2013. In Nor-Am Cup Read ha esordito il 10 dicembre 2014 a Lake Louise in discesa libera (24º) e ha colto la prima vittoria, nonché primo podio, il 21 novembre 2017 a Copper Mountain in slalom speciale. Ha debuttato in Coppa del Mondo il 12 gennaio 2018 a Wengen in combinata, senza completare la prova, e ai Campionati mondiali a Åre 2019, dove si è classificato 41º nella discesa libera e 29º nella combinata; ai successivi Mondiali di Cortina d'Ampezzo 2021 si è classificato 26º nella discesa libera, 18º nel supergigante, 22º nella combinata, 7º nella gara a squadre e non si è qualificato per la finale nello slalom parallelo e a quelli di Courchevel/Méribel 2023 ha vinto la medaglia di bronzo nella gara a squadre, si è piazzato 30º nella discesa libera, 11º nel supergigante, non ha completato la combinata e non si è qualificato per la finale nel parallelo. Il 18 febbraio 2024 ha conquistato il primo podio in Coppa del Mondo nel supergigante di Kvitfjell (2º); ai Mondiali di Saalbach-Hinterglemm 2025 è stato 29º nella discesa libera e 10º nel supergigante.

## Palmarès

### Mondiali
- 1 medaglia:
  - 1 bronzo (gara a squadre a Courchevel/Méribel 2023)

### Coppa del Mondo
- Miglior piazzamento in classifica generale: 35º nel 2024
- 1 podio (in supergigante):
  - 1 secondo posto

### Coppa Europa
- Miglior piazzamento in classifica generale: 15º nel 2022
- 3 podi:
  - 1 vittoria
  - 2 terzi posti

#### Coppa Europa - vittorie
| Data            | Località             | Paese   | Specialità |
| --------------- | -------------------- | ------- | ---------- |
| 26 gennaio 2022 | Saalbach-Hinterglemm | Austria | DH         |

Legenda:

DH = discesa libera

### Mondiali juniores
- 1 medaglia:
  - 1 oro (gara a squadre a Åre 2017)

### Nor-Am Cup
- Miglior piazzamento in classifica generale: 2º nel 2019 e nel 2020
- Vincitore della classifica di discesa libera nel 2020 e nel 2022
- Vincitore della classifica di combinata nel 2019
- 23 podi:
  - 13 vittorie
  - 6 secondi posti
  - 4 terzi posti

#### Nor-Am Cup - vittorie
| Data             | Località        | Paese       | Specialità |
| ---------------- | --------------- | ----------- | ---------- |
| 21 novembre 2017 | Copper Mountain | Stati Uniti | SL         |
| 11 dicembre 2017 | Panorama        | Canada      | SG         |
| 1º marzo 2018    | Copper Mountain | Stati Uniti | DH         |
| 10 dicembre 2018 | Panorama        | Canada      | KB         |
| 11 dicembre 2019 | Lake Louise     | Canada      | DH         |
| 16 dicembre 2019 | Nakiska         | Canada      | SG         |
| 16 dicembre 2019 | Nakiska         | Canada      | KB         |
| 19 dicembre 2019 | Nakiska         | Canada      | SL         |
| 7 febbraio 2020  | Mont-Édouard    | Canada      | PR         |
| 8 dicembre 2021  | Lake Louise     | Canada      | DH         |
| 9 dicembre 2021  | Lake Louise     | Canada      | DH         |
| 26 marzo 2023    | Whistler        | Canada      | SG         |
| 12 marzo 2025    | Sugarloaf       | Stati Uniti | DH         |

Legenda:

DH = discesa libera

SG = supergigante

SL = slalom speciale

KB = combinata

PR = slalom parallelo

### Campionati canadesi
- 8 medaglie:
  - 2 ori (slalom speciale nel 2019; supergigante nel 2022)
  - 4 argenti (slalom speciale nel 2018; supergigante, slalom gigante nel 2019; slalom speciale nel 2022)
  - 2 bronzi (discesa libera nel 2017; slalom gigante nel 2022)